# Roberto Rolando
Roberto Oscar Rolando ist ein ehemaliger argentinischer Fußballspieler auf der Position des Stürmers, der nach seiner aktiven Karriere auch als -trainer arbeitete.

## Biografie
Roberto Rolando spielte die meiste Zeit für Vereine in seinem Heimatland (Independiente, Boca Juniors, Estudiantes de La Plata, Vélez Sársfield und CA Argentino de Quilmes), absolvierte aber auch Gastspiele in Kolumbien und Mexiko.
1957 spielte er erstmals im Ausland, als er bei Boca Juniors de Cali unter Vertrag stand und mit 23 Treffern zweitbester Torjäger dieser Spielzeit war. Als der Verein sich am Saisonende aus dem Profifußball zurückzog, kehrte Rolando nach Argentinien zurück und spielte für Vélez Sársfield.
Vor der Saison 1959/60 erhielt er ein Angebot des mexikanischen Erstligisten CD Tampico und bildete zusammen mit Ricardo Bonelli und Antonio Pérsico eine erstklassige Sturmreihe, die zusammen mit dem Meister Chivas Guadalajara mehr Tore (jeweils 52) erzielte als jede andere Mannschaft, was dem Aufsteiger zu einem beachtlichen siebten Platz verhalf. Rolandos Anteil an diesem Erfolg war immens, denn er wurde in jener Saison mit 22 Treffern aus 26 absolvierten Partien Torschützenkönig der mexikanischen Primera División. In der darauffolgenden Saison 1960/61 gehörte Rolando – einmalig in der Geschichte des CD Tampico – zur Siegermannschaft der Copa México.